# Haut perchés
Haut perchés, conosciuto anche con il titolo internazionale Don't look down, è un film del 2019 diretto da Olivier Ducastel e Jacques Martineau.
Il film è inedito in Italia.

## Trama
Cinque sconosciuti, una donna e quattro uomini, si trovano in un appartamento di Parigi. Sono stati tutti vittime dello stesso pervertito che hanno rinchiuso in una stanza per vendicarsi. Prima di entrare nella stanza ad affrontarlo si raccontano i ricordi che li legano a quest'uomo, ma ciò che accade lì dentro sarà il loro segreto.

## Critica
Clarisse Fabre di Le Monde ha evidenziato i rischi che si sono presi i due registi:
(Clarisse Fabre, « Haut perchés » : fausse pièce de théâtre dans une tour parisienne)
Chad Armstrong di The Queer Review ha scritto: "Don’t Look Down is dark and sexy but some will find it frustrating. It’s a wordy affair, dissecting emotions and motivations, and leaving so many things unsaid. As the sun rises on this group exorcism you’re left wondering whether or not love itself is the perverse manipulator they have all been the victim of."
Molto più critico è stato Joachim Lepastier di Cahiers du Cinéma: "Si au petit matin, les personnages clament de manière emphatique s’être libérés de l’emprise de leur mentor, le spectateur a plutôt eu l’impression d’avoir patienté dans un bocal fluo, attendant en vain que pointe la fiction derrière le pitch conceptuel."